# José Pinto Ribeiro
José António de Melo Pinto Ribeiro (ur. 9 września 1946 w Quissico w Mozambiku) – portugalski prawnik i polityk, w latach 2008–2009 minister kultury w gabinecie José Sócratesa.

## Życiorys
Urodził się w rodzinie mozambickich Portugalczyków. W wieku 6 lat przeprowadził się wraz z rodziną do metropolii, gdzie w latach 1952–1962 uczęszczał do niemieckiej szkoły w Porto (Deutsche Schule zu Porto). Kształcił się również w Liceu Normal de D. Manuel II, gdzie w 1964 zdał egzamin dojrzałości. Od 1964 do 1969 studiował prawo na Uniwersytecie Lizbońskim. Otrzymał nagrodę przyznawaną przez Fundação Calouste Gulbenkian dla najlepszego studenta kierunków prawno-ekonomicznych. Pracował jako nauczyciel akademicki w ISEG (1971–1980), na macierzystej uczelni (1975–1987), a następnie na Universidade Autónoma de Lisboa (1987–1993), w ISCTE (1996–1997) oraz na Universidade Nova de Lisboa (1997–2002). Autor i współautor publikacji książkowych, m.in. z zakresu prawa handlowego.
W 1971 uzyskał uprawnienia adwokata, podejmując praktykę w tym zawodzie. W latach 1974–1990 był doradcą prawnym do spraw międzynarodowych w Banco Português do Atlântico. Podobne usługi świadczył w Banco Comercial Português, Banco Totta & Açores, Banco Kleinworth Benson, Privat Banken, Banco Comercial de Macau oraz kilku spółkach portugalskich (TAP Portugal, Brisa, Soponata). Był przedstawicielem Portugalii w UNCITRAL, która zajmowała się ujednolicaniem międzynarodowego prawa handlowego. Został członkiem zarządu m.in. Banco de Investimento Global, Victoria-Seguros, Companhia Carris de Ferro de Lisboa i Portucel. Pełnił również obowiązki prezesa zarządu Fundação de Arte Moderna e Contemporânea-Colecção Berardo.
30 stycznia 2008, po odwołaniu Isabel Pires de Limy, został mianowany nowym ministrem kultury w rządzie José Sócratesa. Urząd ten sprawował do końca funkcjonowania tego gabinetu, tj. do 26 października 2009.

## Odznaczenia
Odznaczony m.in. portugalskim Orderem Wolności III klasy (2006) oraz Krzyżem Wielkim Orderu Zasługi Rzeczypospolitej Polskiej (2008).